# Alberto Contador
Alberto Contador Velasco (ur. 6 grudnia 1982 w Madrycie) – hiszpański kolarz szosowy. Jeden z siedmiu kolarzy w historii (pozostali to Eddy Merckx, Jacques Anquetil, Felice Gimondi, Bernard Hinault,  ,Vincenzo Nibali i Chris Froome), którzy wygrali trzy Wielkie Toury, czyli Tour de France, Giro d’Italia oraz Vuelta a España.
Contador wyróżniał się wyjątkowymi umiejętnościami w jeździe po górach, był także zawodnikiem jeżdżącym świetnie na czas.

## Wypadek i operacja
W 2004 podczas wyścigu Vuelta a Asturias ucierpiał w kraksie, lekarze wykryli u niego tętniaka mózgu. Hiszpan był w śpiączce przez 3 tygodnie i przeszedł skomplikowaną operację. Jednak mimo to wrócił do ścigania już na początku 2005.

## Pierwsze poważne sukcesy
W 2005 w barwach Liberty Seguros-Würth Cycling Team zaczął odnosić pierwsze bardziej znaczące sukcesy. Wygrał 6. etap, klasyfikację punktową, a także był 3. w klasyfikacji generalnej Vuelta al País Vasco. Wygrał 4. etap, a także zajął czwarte miejsce w klasyfikacji generalnej Tour de Romandie. Był w składzie swojej drużyny na elitarny, francuski wyścig Tour de France. Był wtedy trzeci w walce o zwycięstwo w klasyfikacji dla kolarzy w wieku poniżej 25 lat, a w ogólnej klasyfikacji zajął 31. miejsce.
W 2006 Contador wygrał 8. etap Tour de Suisse, 3. etap oraz zajął 2. miejsce w klasyfikacji generalnej Tour de Romandie, a także 5. miejsce w klasyfikacji generalnej Vuelta al País Vasco.
Jest także jednym z kolarzy zamieszanych w Operación Puerto, przez co drugą część sezonu 2006 miał straconą ze względu na zmiany jakie dokonały się w ekipie Manolo Saiza. Początkowo nazwisko Contadora łączono z tą sprawą, jednak Alberto przyznał, że był w złej ekipie i w złym czasie, a UCI ostatecznie go uniewinniła. Jest świadkiem koronnym w tym procesie.

## Rozkwit kariery
W sezonie 2007 jeździł w drużynie Discovery Channel Pro Cycling Team, w barwach której wygrał – po brawurowej akcji na ostatnim etapie – wyścig Paryż-Nicea. Swój największy sukces w karierze osiągnął w lipcu tego samego roku. Wygrał wtedy Tour de France oraz klasyfikację młodzieżową tego wyścigu. Otrzymał również Złoty Rower – nagrodę francuskiego „Velo Magazine” dla najlepszego kolarza sezonu 2007.
W barwach Team Astana, pierwszego czerwca 2008 na czasówce biegnącej ulicami Mediolanu, przypieczętował swoje pierwsze zwycięstwo w Giro d’Italia. Wyprzedził drugiego Riccardo Riccò o 1 minutę i 57 sekund. W 2008 wygrał także trzeci Wielki Tour, czyli Vuelta a España.
W 2009 ponownie triumfował w wyścigu Tour de France, wyprzedzając Andy’ego Schlecka i Lance’a Armstronga.
W 2010 zwyciężył w wyścigu Paryż–Nicea. W ostatnim sprawdzianie przed Tour de France, wyścigu Critérium du Dauphiné zajął 2. miejsce, przegrywając z Janezem Brajkovičiem. W lipcu tego samego roku wygrał także po raz trzeci Tour de France, wyprzedzając o 39 sekund Andy’ego Schlecka. 28 lipca 2010 zapowiedział, że nie przedłuży kontraktu z zespołem Astana. 3 sierpnia 2010 ukazała się wiadomość o tym, że Contador podpisał umowę z ekipą Saxo Bank.
W roku 2011 Alberto Contador, obawiając się tego, iż poprzez zarzut dopingowy nie zostanie dopuszczony do Tour de France, miał wystartować w dwóch pozostałych Wielkich Tourach: we włoskim Giro i hiszpańskiej Vuelcie. Ostatecznie jednak pojechał w Giro d’Italia i Tour de France. W maju wygrał wyścig dookoła Włoch, wyprzedzając o 6 minut i 10 sekund drugiego Michele Scarponiego i o niemal 7 minut Vincenzo Nibalego, a w lipcu wystartował w Tour de France z nadzieją, że uda mu się osiągnąć to, co nie udało się nikomu przez ostatnie 13 lat, czyli zwycięstwo w dwóch kolejnych Wielkich Tourach w jednym roku. Contador ostatecznie nie zdołał wygrać i Giro, i Tour de France. Na Tourze zajął 5. miejsce, a na początku lutego 2012, w efekcie toczącej się przeciw niemu sprawy antydopingowej, odebrano mu zwycięstwo w Giro 2011.

## Zarzut dopingu
We wrześniu 2010 UCI ujawniła, że w organizmie Contadora wykryto śladowe ilości klenbuterolu (środek znajdujący się na liście zabronionych substancji). Test został przeprowadzony 21 lipca podczas przerwy w Tour de France. Ilość klenbuterolu w organizmie Contadora wyniosła 50 pikogramów, to jest 400 razy mniej niż ilość, którą laboratoria akredytowane przy Światowej Agencji Antydopingowej (WADA) mogą wykryć. Trzykrotny triumfator Tour de France przekonywał, że nielegalna substancja dostała się do jego organizmu razem ze zjedzonym stekiem, ponieważ niektóre ośrodki weterynaryjne stosują go do zwiększenia masy zwierzęcia. Sprawa została przekazana Królewskiemu Hiszpańskiemu Związkowi Kolarskiemu. Contadorowi groziła dwuletnia dyskwalifikacja oraz odebranie tytułu zwycięzcy Tour de France 2010. Alberto zapowiedział, że jeśli zostanie zdyskwalifikowany, zakończy swą karierę sportową.
15 lutego 2011 Alberto Contador został uniewinniony przez Hiszpański Związek Kolarski, jednakże WADA oraz UCI odwołały się od tej decyzji do Trybunału Arbitrażowego ds. Sportu (CAS) w Lozannie. Trybunał podjął decyzję dopiero 6 lutego 2012: hiszpański kolarz został zdyskwalifikowany na dwa lata, począwszy od 6 sierpnia 2010, a wszystkie jego wyniki, w tym zwycięstwa w Tour de France 2010 oraz Giro d’Italia 2011, zostały anulowane. W ten sposób triumf w Wielkiej Pętli przypadł Andy’emu Schleckowi, zaś Włoch Michele Scarponi jest w świetle prawa zwycięzcą Giro d’Italia.

## Najważniejsze zwycięstwa i sukcesy
2003
- 1. miejsce na 8. etapie (ITT) Tour de Pologne

2005
- 3. miejsce w Vuelta al País Vasco
  - 1. miejsce na 6. etapie
  - 1. miejsce w klasyfikacji punktowej
- 4. miejsce w Tour de Romandie
  - 1. miejsce na 4. etapie
- 1. miejsce na 5. etapie Tour Down Under

2006
- 1. miejsce na 8. etapie Tour de Suisse
- 2. miejsce w Tour de Romandie
  - 1. miejsce na 3. etapie
- 5. miejsce w Vuelta al País Vasco

2007
- 1. miejsce w Tour de France
  - 1.miejsce na 14. etapie
  - 1. miejsce w klasyfikacji młodzieżowej
- 1. miejsce w Paryż-Nicea 
  - 1. miejsce na 4. i 7. etapie
  - 1. miejsce w klasyfikacji młodzieżowej
- 1. miejsce w Vuelta a Castilla y León
  - 1. miejsce na 4. etapie

2008
- 1. miejsce w Giro d’Italia
- 1. miejsce w Vuelta a España
  - 1. miejsce na 13. i 14. etapie
  - 1. miejsce w klasyfikacji kombinowanej
- 1. miejsce w Vuelta al País Vasco 
  - 1. miejsce na 1. i 6. etapie
- 1. miejsce – Vuelta a Castilla y León

2009
- 1. miejsce w Tour de France
  - 1. miejsce na 15 i 18. etapie
- 1. miejsce w Vuelta al País Vasco 
  - 1. miejsce na 3. i 6. etapie
- 1. miejsce na 1. i 6. etapie Paryż-Nicea
- 1. miejsce w Mistrzostwach Hiszpanii w indywidualnej jeździe na czas
- 3. miejsce w Critérium du Dauphiné Libéré
- 1. miejsce w Volta ao Algarve
- 1. miejsce w rankingu ProTour

2010
- 1. miejsce w Tour de France  – odebranie tytułu
- 3. miejsce w La Flèche Wallonne
- 1. miejsce w Vuelta a Castilla y León
  - 1. miejsce na 4. etapie
- 1. miejsce w Paryż-Nicea 
  - 1. miejsce na 4. etapie
- 1. miejsce w Volta ao Algarve
- 2. miejsce w Critérium du Dauphiné
  - 1. miejsce w prologu i na 6. etapie
  - 1. miejsce w klasyfikacji punktowej

1. miejsce w rankingu ProTour
2011 – wyniki anulowane
- 1. miejsce w Giro d’Italia  – odebranie tytułu
  - 1. miejsce na 9. etapie
  - 1. miejsce na 16. etapie
- 1. miejsce w Vuelta a Murcia
  - 1. miejsce na 2. etapie
- 1. miejsce w Volta Ciclista a Catalunya
  - 1. na 3. etapie
- 3. miejsce w rankingu ProTour

2012
- 1. miejsce w Vuelta a España 
  - 1. miejsce na 17. etapie
- 1. miejsce w Mediolan-Turyn

2013
- 2. miejsce w Tour of Oman
- 3. miejsce w Tirreno-Adriático
  - 1. miejsce w klasyfikacji punktowej
- 5. miejsce w Vuelta al País Vasco
- 4. miejsce w Tour de France

2014
- 2. miejsce w Volta ao Algarve
- 1. miejsce w Tirreno-Adriático 
  - 1. miejsce na 4. i 5. etapie
- 2. miejsce w Volta a Catalunya
- 1. miejsce w Vuelta al País Vasco 
  - 1. miejsce na 1. etapie
- 2. miejsce w Critérium du Dauphiné
- 1. miejsce w Vuelta a España 
  - 1. miejsce na 16. i 20. etapie
  - 1. miejsce w klasyfikacji kombinowanej

2015
- 2. miejsce w Vuelta a Andalucía
  - 1. miejsce na 3. etapie
- 4. miejsce w Volta a Catalunya
- 1. miejsce w Giro d’Italia
- 1. miejsce w Route du Sud
  - 1. miejsce na 3. etapie
- 5. miejsce w Tour de France

2016
- 1. miejsce w Vuelta al País Vasco 
  - 1. miejsce na 6. etapie (jazda indywidualna na czas)
- 1. miejsce w Vuelta a Burgos
- 2. miejsce w Paryż-Nicea
- 2. miejsce w Volta Ciclista a Catalunya
- 3. miejsce w Volta ao Algarve
  - 1. miejsce na 5. etapie
- 5. miejsce w Critérium du Dauphiné
  - 1. miejsce na prologu

2017
- 2. miejsce w Vuelta a Andalucía
- 2. miejsce w Paryż-Nicea
- 2. miejsce w Volta a Catalunya
- 2. miejsce w Vuelta al País Vasco
- 1. miejsce na 20. etapie Vuelta a España

## Starty w Wielkich Tourach
| Wielkie Toury | 2005 | 2006 | 2007 | 2008 | 2009 | 2010 | 2011 | 2012 | 2013 | 2014 | 2015 | 2016 | 2017 |
| ------------- | ---- | ---- | ---- | ---- | ---- | ---- | ---- | ---- | ---- | ---- | ---- | ---- | ---- |
| Giro          | –    | –    | –    | 1.   | –    | –    | 1.   | –    | –    | –    | 1.   | –    | –    |
| Tour          | 31.  | –    | 1.   | –    | 1.   | 1.   | 5.   | –    | 4.   | –    | 5.   | –    | 9.   |
| Vuelta        | –    | –    | –    | 1.   | –    | –    | –    | 1.   | –    | 1.   | –    | 4.   | 5.   |

Wyniki przekreślone, to miejsca anulowane na mocy wyroku CAS-u.

## Rankingi
| Rok                | 2005 | 2006 | 2007 | 2008 | 2009 | 2010 | 2011 | 2012 | 2013 | 2014 | 2015 | 2016 | 2017 |
| ------------------ | ---- | ---- | ---- | ---- | ---- | ---- | ---- | ---- | ---- | ---- | ---- | ---- | ---- |
| UCI ProTour        | 33.  | 32.  | 3.   | 13.  |      |      |      |      |      |      |      |      |      |
| UCI World Calendar |      |      |      |      | 1.   | 13.  |      |      |      |      |      |      |      |
| UCI World Tour     |      |      |      |      |      |      | -    | 12.  | 15.  | 2.   | 7.   | 5.   | 10.  |
| World Ranking      |      |      |      |      |      |      |      |      |      |      |      | 8.   | 12.  |
| UCI Europe Tour    |      |      |      |      |      |      |      |      |      |      |      | 101. | 239. |
| UCI Asia Tour      |      |      |      |      |      |      |      |      |      |      |      | 94.  | -    |
|                    |      |      |      |      |      |      |      |      |      |      |      |      |      |
| Źródło: UCI        |      |      |      |      |      |      |      |      |      |      |      |      |      |